# Katedra (zespół muzyczny)
Katedra – polski zespół muzyczny wykonujący muzykę rockową, założony w 2009 we Wrocławiu.

## Historia
Zespół został założony we Wrocławiu w 2009 z inicjatywy gitarzysty Fryderyka Nguyena (który równolegle prowadził projekt Francis Tuan), basisty Macieja „Jima” Stępnia, klawiszowca Michała Zasłony i perkusisty Pawła Drygasa, który jednak odszedł ze składu po zagraniu pierwszego koncertu. W zespole kilkukrotnie zmieniał się perkusista, w formacji grali Łukasz Rataj i Karolina Synowiec. 
Na początku października 2011 ukazał się debiutancki minialbum zespołu pt. Katedra. Niedługo po tym, w pierwszej połowie 2012, do składu powrócił Paweł Drygas. W 2013 zespół został finalistą piątej edycji programu telewizji Polsat Must Be the Music. Tylko muzyka.  
W 2013 do zespołu dołączył żeński chórek: Katarzyna Radoń i Teresa Grabiec. Pod koniec lipca premierę miał drugi minialbum muzyków, zatytułowany Nieukryte. W październiku 2015 wydali swój debiutancki album studyjny, zatytułowany Zapraszamy na Łąki.

## Muzyka
Muzycy łączą wpływy rocka progresywnego, polskiego big-bitu, rocka psychodelicznego i współczesnej rockowej psychodelii. Wszystkie utwory zespołu tworzone są w języku polskim.

## Dyskografia

### Albumy studyjne
- Zapraszamy na Łąki (2015)
- Człowiek za dużo myślący (2018)

### Minialbumy
- Katedra (2011)
- Nieukryte (2013)

### Kompilacje
- Minimax PL 6 (2011) – utwór „Kim jesteś?”[6]
- Grechuta Festival (2014) – koncertowe wykonanie utworu „Na szarość naszych nocy” z repertuaru Marka Grechuty[7][a]